# Minge de fotbal

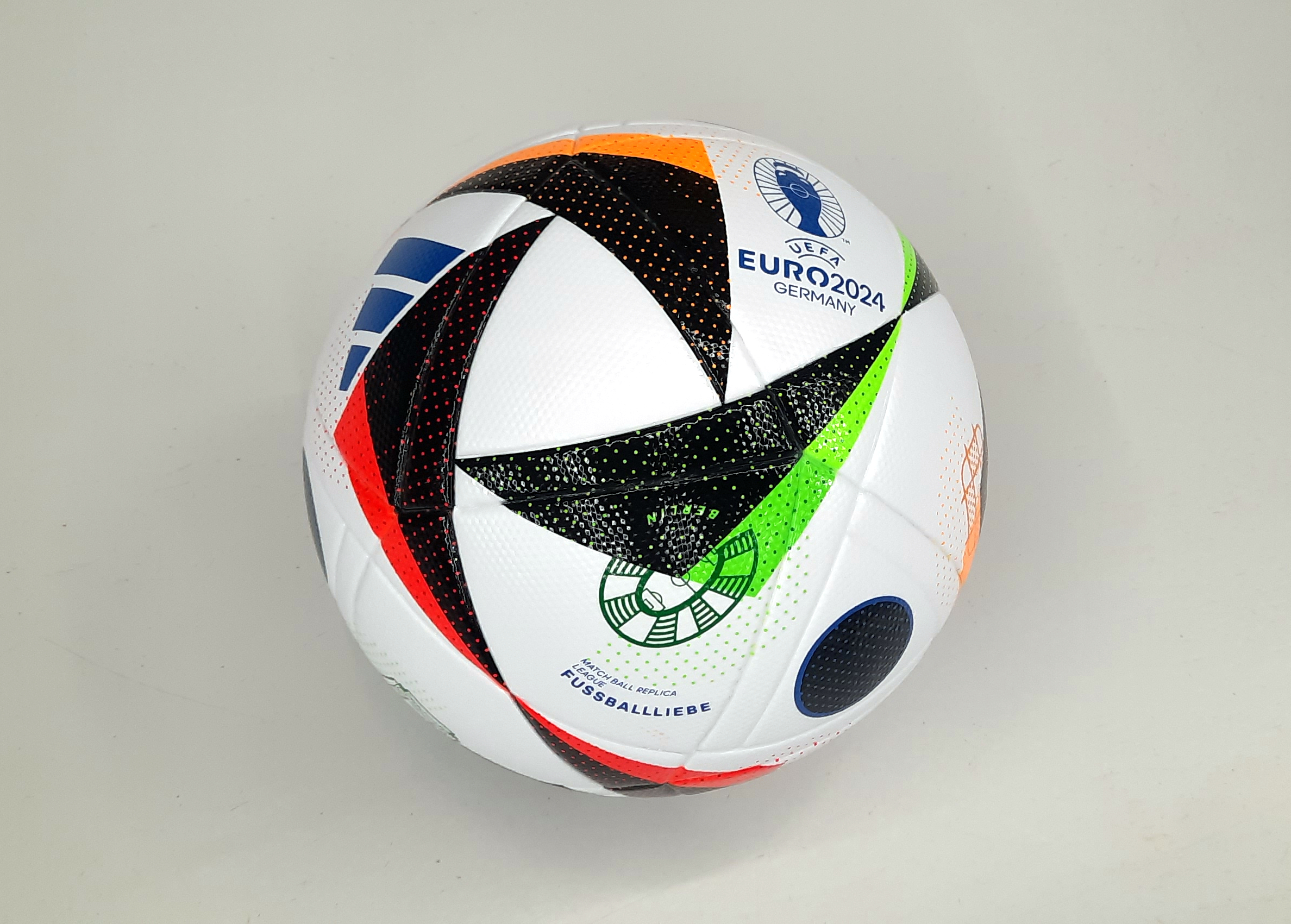
Adidas Fußballliebe, mingea folosită la Campionatul European de Fotbal 2024.

O minge de fotbal este mingea utilizată în jocul de fotbal. Forma sferică a mingii, precum și dimensiunea, greutatea și compoziția sa materială sunt specificate în Legea 2 a Legilor Jocului, reglementate de International Football Association Board. FIFA și alte mari organisme de conducere specifică standarde suplimentare, mai stricte, pentru mingile utilizate în competițiile pe care le reglementează.
Primele mingi de fotbal au fost vezici sau stomacuri de animale care se dezintegrau ușor dacă erau lovite prea tare. Îmbunătățirile au devenit posibile în secolul al XIX-lea, odată cu introducerea cauciucului și descoperirea vulcanizării de către Charles Goodyear. Modelul modern de minge cu 32 de panouri a fost dezvoltat în 1962 de Eigil Nielsen, iar cercetarea tehnologică continuă pentru a dezvolta mingi de fotbal cu performanțe îmbunătățite.
Modelul sferic trunchiat în formă de icosaedru cu model alb-negru, adus în prim-plan de Adidas Telstar, a devenit un simbol al fotbalului. Există multe modele diferite de mingi, care variază atât în ceea ce privește aspectul, cât și caracteristicile fizice.

## Istoric

### Primii ani

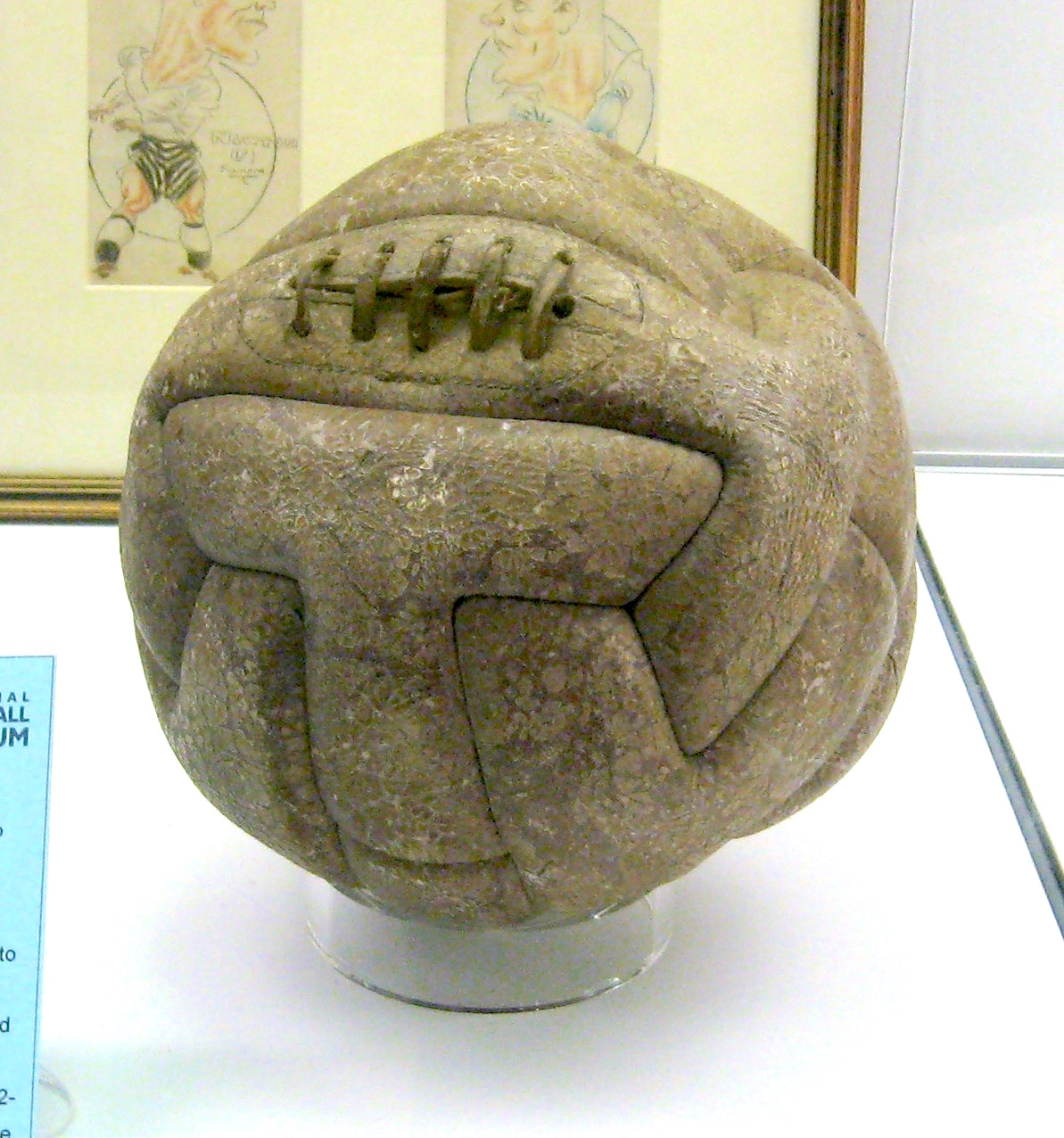
Minge de fotbal (cu șiret din piele) folosită în finala Campionatului Mondial de Fotbal 1930

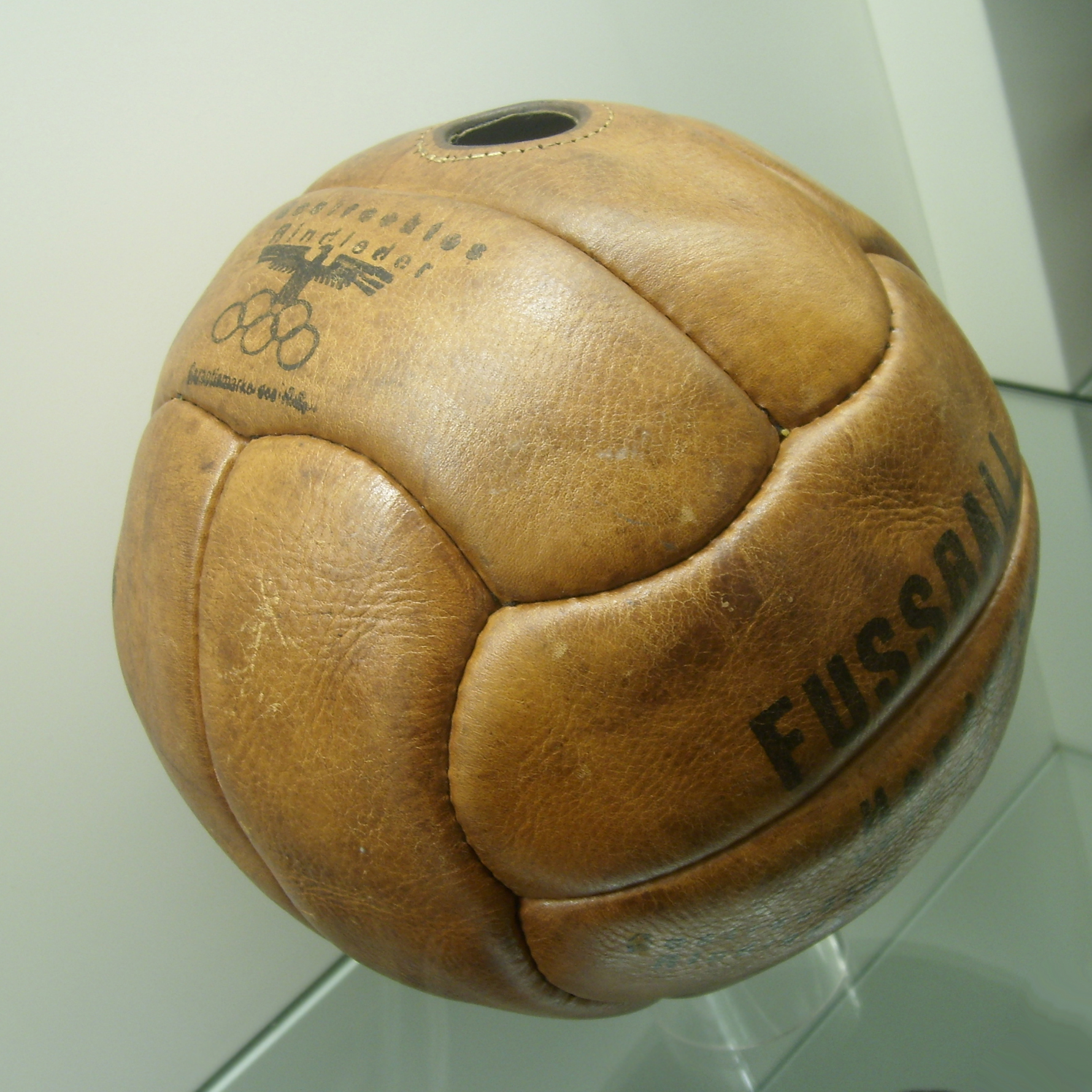
Minge din piele folosită în turneul de fotbal de la Jocurile Olimpice de vară din 1936

În anul 1863, primele specificații pentru mingile de fotbal au fost stabilite de Federația Engleză de Fotbal. Înainte de aceasta, mingile de fotbal a fost făcut din vezica animală umflată, cu acoperiri ulterioare din piele pentru a ajuta mingile să-și mențină formele. În 1872, specificațiile au fost revizuite și au fost păstrate în esență neschimbate de International Football Association Board. Diferențele dintre mingile de fotbal făcute de când a intrat în vigoare această regulă au fost date de materialul folosit pentru a le crea.
Mingile de fotbal s-au schimbat dramatic în timp. În timpurile medievale, mingile erau făcute în mod normal dintr-o coajă exterioară de piele umplută cu rumeguș de plută. O altă metodă de creare a unei mingi a fost folosirea vezicii de animale pentru a o face gonflabilă în interior. Cu toate acestea, aceste două stiluri de mingi erau fost ușor de spart și au fost inadecvate pentru lovituri. Abia în secolul al XIX-lea mingile de fotbal au dezvoltat o apariție mai modernă.

### Vulcanizare
În 1838, Charles Goodyear a introdus cauciucul vulcanizat, care a îmbunătățit dramatic mingea de fotbal. Vulcanizarea este tratarea cauciucului pentru a-i conferi anumite calități, cum ar fi rezistența, elasticitatea și rezistența la solvenți. Vulcanizarea cauciucului ajută, de asemenea, mingea de fotbal să reziste la căldură și frig. Vulcanizarea a contribuit la crearea unor vezici gonflabile care presurizează aranjamentul panoului exterior al mingii de fotbal. Inovația lui Charles Goodyear a crescut capacitatea de ricoșeu a mingii și a făcut-o mai ușor de șutat. Majoritatea mingilor din această perioadă aveau piele tăbăcită cu optsprezece secțiuni cusute împreună. Acestea erau dispuse în șase panouri a câte trei benzi fiecare.

### Motive pentru îmbunătățire
În anii 1900, mingile de fotbal erau confecționate din piele, cu un șiret din același material (denumit tiento în spaniolă) folosit pentru a coase panourile. Deși pielea era perfectă pentru ricoșarea și lovirea mingii cu piciorul, la lovirea mingii cu capul, aceasta era de obicei dureroasă. Această problemă se datora, cel mai probabil, absorbției apei din piele de la ploaie, ceea ce provoca o creștere considerabilă a greutății, provocând răni la cap sau la gât. În jurul anului 2017, acest lucru a fost, de asemenea, asociat cu demența la foștii jucători. O altă problemă a primelor mingi de fotbal a fost faptul că acestea se deteriorau rapid, deoarece plasticul folosit la fabricație varia în grosime și calitate.
Mingea fără șiret de piele a fost dezvoltată și brevetată de Romano Polo, Antonio Tossolini și Juan Valbonesi în 1931 în Bell Ville, provincia Córdoba, Argentina. Această minge inovatoare (numită Superball) a fost adoptată de Asociația Argentiniană de Fotbal ca minge oficială pentru competițiile sale începând cu 1932.

### Cele mai recente evoluții

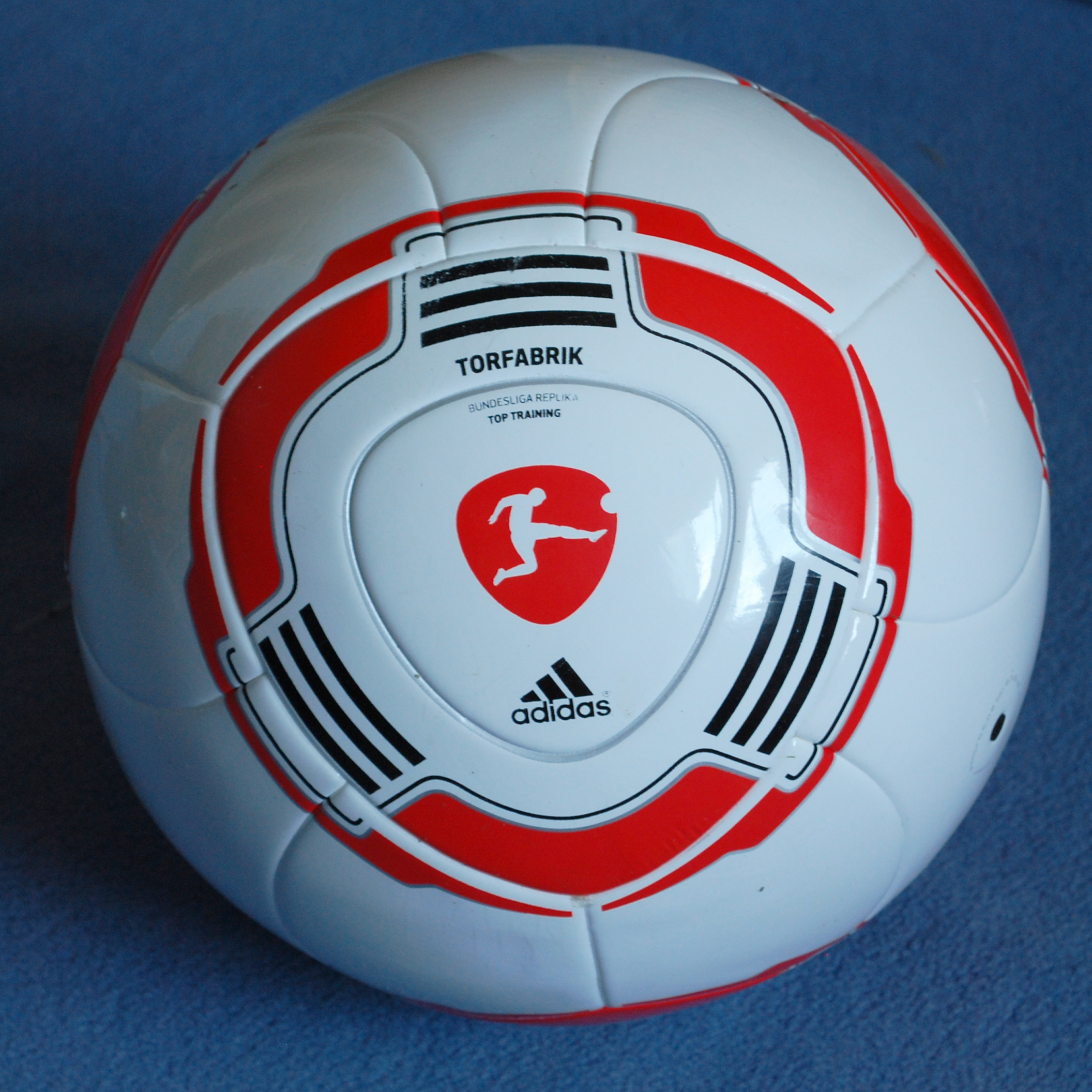
Mingea de fotbal Adidas Torfabrik folosită în Bundesliga în 2011

Producătorii experimentează cu microcipuri și chiar camere încorporate în interiorul mingii. Tehnologia microcipurilor a fost luată în considerare pentru tehnologia liniei porții (goal-line technology). Mingea utilizată la Campionatul Mondial de Fotbal 2018 din Rusia avea un cip încorporat care nu furniza măsurători, dar oferea „experiența utilizatorului” prin intermediul smartphone-ului după conectarea cu mingea prin NFC.

## Specificații

### Construcție
Mingile de fotbal moderne sunt mult mai complexe decât cele din trecut. Majoritatea mingilor de fotbal sunt alcătuite din douăsprezece panouri pentagonale regulate și douăzeci de panouri hexagonale regulate poziționate într-o geometrie sferică de tip icosaedru trunchiat. Unele mingi de calitate superioară cu 32 de panouri utilizează poligoane neregulare pentru a se apropia mai mult de sfericitate. Interiorul mingii de fotbal este alcătuit dintr-o vezică de cauciuc latex sau butil care permite presurizarea mingii. Partea exterioară a mingii este alcătuită din panouri din piele, piele sintetică, poliuretan sau PVC. Suprafața poate fi texturată, împletită sau în relief pentru un control și o atingere sporite. Perechile de panouri sunt cusute la mașină, cusute manual sau termo-lipite (lipite prin căldură) de-a lungul marginii. Pentru a preveni absorbția apei, mingile pot fi acoperite special sau cusăturile pot fi lipite cu adeziv. Dimensiunea unei mingi de fotbal este de aproximativ 22 cm în diametru pentru o minge regulamentară de mărimea 5. Regulamentul prevede că o minge de mărimea 5 trebuie să aibă o circumferință cuprinsă între 68 și 70 cm. Calculând media la 69 cm și apoi împărțind la π se obține un diametru de aproximativ 22 cm.

### Dimensiuni și greutate
Dimensiunea și greutatea regulamentară pentru o minge de fotbal este o circumferință de 68-70 cm și o greutate de 410-450 g. Mingea este umflată la o presiune de 0,6-1,1 bari (8,7-16,0 psi) la nivelul mării. Aceasta este cunoscută ca „mărimea 5”. Mingile mai mici, Mărimile 1, 3 și 4, sunt, de asemenea, produse pentru jucătorii mai tineri sau sunt folosite ca instrumente de antrenament. În urma consultărilor cu asociațiile de fotbal, cluburile și producătorii de mingi, FIFA a elaborat recomandări opționale pentru dimensiunile, circumferințele și greutățile adecvate ale mingilor pentru diferite grupe de vârstă din fotbalul juvenil.

### Tipuri de mingi
Există diferite tipuri de mingi de fotbal în funcție de meci și de gazon, precum mingi de fotbal pentru antrenament, mingi de fotbal pentru meciuri, mingi de fotbal pentru meciuri profesioniste, mingi de fotbal pentru plajă, mingi de fotbal pentru stradă, mingi de fotbal pentru sală, mingi pentru gazon, mingi de fotbal pentru futsal și mingi de fotbal pentru miniantrenament.

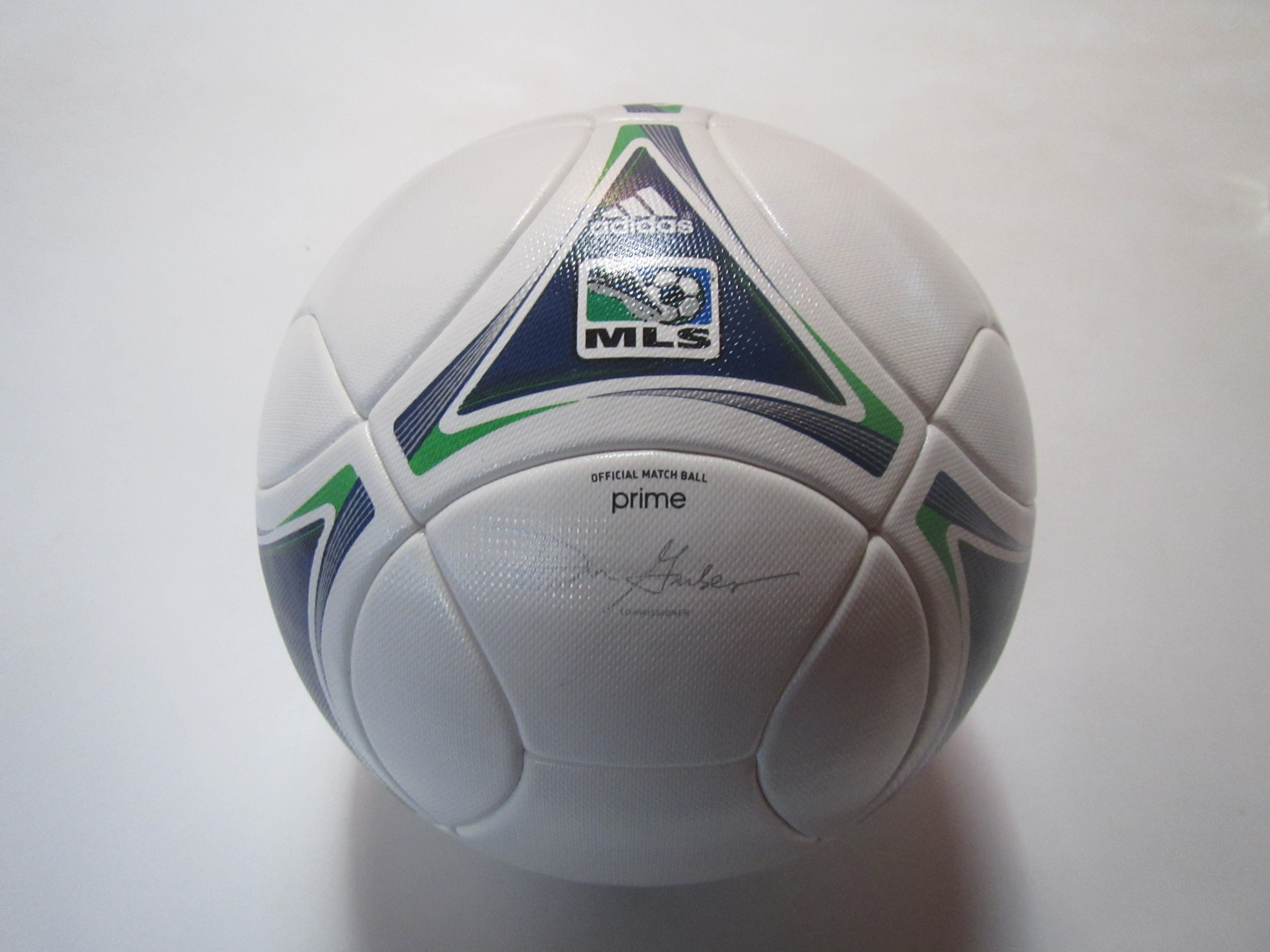
O minge de fotbal profesională/premium

- Mingile de fotbal pentru meciuri profesionale/premium sunt dezvoltate împreună cu cluburi profesionale de top pentru a maximiza abilitățile și aptitudinile naturale ale jucătorilor. Acestea sunt aprobate de FIFA pentru a fi utilizate la cele mai înalte niveluri profesionale și internaționale și sunt concepute pentru performanță, specificații exacte, precizie mare, viteză și control. Retenția aerului, rezistența la apă și performanța sunt mult superioare în comparație cu o minge de antrenament. Sunt destinate tuturor suprafețelor de gazon natural și artificial și oricărei clime. Acestea sunt cele mai scumpe mingi de fotbal.
- Mingile de fotbal pentru meciuri sunt mingi de înaltă performanță pentru toate suprafețele de joc. Învelișul exterior este din piele sau dintr-un material sintetic omologat și este, de obicei, rezistent la apă. Acestea sunt garantate în conformitate cu reglementările oficiale privind dimensiunea, greutatea și textura, fiind concepute pentru a se potrivi tuturor nivelurilor de joc și tuturor categoriilor de vârstă. Aceste mingi costă mai mult decât mingile de gazon sau de antrenament, dar acest lucru este compensat de nivelul lor superior de calitate.
- Mingile de fotbal pentru recreere/practică/antrenament sunt mingi rezistente și foarte durabile pentru utilizare prelungită. Sunt fabricate din materiale robuste pentru a fi utilizate pe toate suprafețele de joc și folosite de jucători la orice nivel. Mingile de antrenament sunt cele mai puțin costisitoare mingi în comparație cu mingile de fotbal pentru meciuri.
- Mingile pentru gazon artificial sunt special concepute pentru a funcționa pe suprafețe artificiale care imită iarba. Acestea sunt durabile și accesibile, dar tind să sară mai mult atunci când sunt folosite pe un teren natural.
- Mingile promoționale sunt de obicei făcute pentru a promova un brand, o organizație sau un eveniment.
- Mingile de fotbal de interior au aceleași dimensiuni ca mingile de fotbal de exterior, dar sunt concepute pentru a sări și ricoșa mai puțin, ceea ce face posibilă controlarea mingii pe un teren mai mic sau pe o arenă interioară. Învelișul unei mingi de sală este, de asemenea, cel mai rezistent din orice categorie, astfel încât să poată rezista la impactul dur al ricoșeului asupra pardoselii terenului și a suprafețelor pereților.
- Mingile de fotbal pentru futsal diferă de mingile de fotbal obișnuite prin faptul că vezica este umplută cu spumă. Acest lucru face ca mingea să fie mai grea și mai puțin săltăreață pentru utilizarea pe suprafața dură a jocului de futsal. O minge de futsal are dimensiuni mai mici decât o minge folosită pe terenul de fotbal.

## Furnizori
Multe companii din întreaga lume produc mingi de fotbal. Primele mingi erau fabricate de furnizorii locali, acolo unde se juca meciul. Se estimează că 40% din toate mingile de fotbal sunt fabricate în Sialkot, Pakistan, alți producători importanți fiind China și India.
Ca răspuns la problemele cu mingile de la Campionatul Mondial de Fotbal 1962, Adidas a creat Adidas Santiago - acest lucru a dus la câștigarea de către Adidas a contractului de furnizare a mingilor de meci pentru toate meciurile oficiale organizate de FIFA și UEFA, pe care îl dețin din anii 1970, precum și pentru Jocurile Olimpice. De asemenea, Adidas furnizează mingea pentru Liga Campionilor UEFA, care se numește Adidas Finale.

### Campionatul Mondial de Fotbal
La primele ediții ale Campionatului Mondial de Fotbal, mingile de meci erau furnizate de gazde de la furnizori locali. Arhivele indică o varietate de modele utilizate în cadrul turneelor individuale și chiar, în unele ocazii, în cadrul unor meciuri individuale. Cu timpul, FIFA a preluat tot mai mult control asupra alegerii mingii utilizate. Începând din 1970, Adidas a furnizat mingile de meci oficiale (toate fabricate în Sialkot, Pakistan) pentru fiecare turneu.